# Djent
A djent a heavy metal alműfaja, nem önálló műfaj. A progresszív metál spinoffjaként tekintenek rá. A "djent", egy hangutánzó szó a torzított, tompított gitárhangra, amit gyakran hallhattunk a Meshuggah és a Sikth együttesektől. A kifejezést kezdetben a Meshuggah szólógitárosa, Fredrik Thordendal használta. Az elnevezést ma már a műfaj és a köré irányuló mozgalom megjelölésére is használják.

## Története
A djent technika létrehozójának a svéd Meshuggah zenekart tartják. Viszont magát a mozgalmat egy rajongói online közösség hozta létre, akik eleinte otthon vették fel a lemezeiket, például Misha Mansoor együttese, a Periphery, ami a djentet "virtuális világból a valódiba vitte". A műfaj kialakításának meghatározó zenekarai még a Sikth, az Animals as Leaders, a Tesseract, és a Textures.
A mozgalom gyorsan növekedett, ezzel együtt az online közösség együttesei, mint például a Chimp Spanner, a Gizmachi és a Monuments elkezdtek turnézni és albumokat kiadatni. Több zenekart is djent stílusúnak sorolnak be, például a After the Burial, az A Life Once Lost, a Veil of Maya, a Vildhjarta, és a Xerath együtteseket. A Born of Osiris zenekart is egy djent mozgalom által inspirált együttesként írják le.

## Műfaji jellemzői
A djent műfajra jellemző a progresszív, ritmikus és technikás dalszerkezet. Általában torzított, tenyérrel tompított gitárakkordokat és szinkópás riffeket. Továbbá gyakori eleme a djentzenekaroknak a hét- és nyolchúros gitárok használata.

## Fogadása
A metálmozgalom néhány tagja erősen kritizálja a 'djent' kifejezést, gyakran egy rövid életű hóbortnak ítélve és megkérdőjelezve az érvényességét, mint műfaj. A Rosetta nevű posztmetál-együttes tagjai szerint "akkor a doom metalt akár 'DUNNN'-nak lehetne ejteni." Egy djenttel kapcsolatos kérdésre a Lamb of God énekese, Randy Blythe azt válaszolta, hogy "nincs olyan dolog, hogy 'djent', ez nem egy műfaj."

## Fordítás
Ez a szócikk részben vagy egészben  a   Djent című angol Wikipédia-szócikk fordításán alapul.  Az eredeti cikk szerkesztőit annak laptörténete sorolja fel. Ez a jelzés csupán a megfogalmazás eredetét és a szerzői jogokat jelzi, nem szolgál a cikkben szereplő információk forrásmegjelöléseként.